# Sylvain Golay
Sylvain Golay es un deportista suizo que compitió en duatlón. Ganó una medalla de oro  en el Campeonato Europeo de Duatlón de 1997.

## Palmarés internacional
| Campeonato Europeo | Campeonato Europeo          | Campeonato Europeo | Campeonato Europeo |
| Año                | Lugar                       | Medalla            | Prueba             |
| ------------------ | --------------------------- | ------------------ | ------------------ |
| 1997               | Glogów Malopolski (Polonia) | Medalla de oro     | Individual         |